# Казанџилук
| Казанџилук        | Казанџилук          |
| ----------------- | ------------------- |
|                   |                     |
| Почетак           | БашчаршијаУл        |
| Крај              | Браваџилук улица    |
| Дужина            | 100 m               |
| Ширина            | 5 m                 |
| Створена          | после 1528. године  |
| Названа           |                     |
| Стари називи      | Казанџијска чаршија |
|                   |                     |
|                   |                     |
| Казанџилук, 2018. |                     |

Казанџилук је једна од најстарих улица на Башчаршији у Сарајеву. У тој улици се традиционално израђују, али и продају предмети од бакра израђени посебном техником под називом филигран. Занат се преноси са генерације на генерацију још од 16. века.

## Историја
Казанџилук је улица која постоји више од пет стотина година са непромењеном наменом. Ту се још увек сачувала традиција прављења бакарних предмета и њихова продаја. То је једна од препознатљивијих улица на Башчаршији у Сарајеву која је некада била део шире казанџијске чаршије, којој су 
припадале и суседне улице.  Улица започиње уз источни крај Башчаршије (Башчаршијског трга), неколико метара северније од Гази Хусрев-бегове џамије и води ститињак корака даље на исток, заокреће на југ где се спаја са Улицом Браваџилук.

### Име
Име потиче од турцизма који значи котларски занат. То је практично место где раде казанџије.

#### Казанџијски занат
Казанџијски занат био је један од најразвијенијих у Босни и Херцеговини. Први подаци о казанџијама потичу из 1489. 
године у Сарајеву, да би почетком 16. века била оформљена цела чаршија тих занатлија, касније названа Казанџилук. Тако Сарајево постаје значајан занатски центар у коме је ова занатска делатност развијена и данас. Током друге половине 20. века занатлије казанџије све више се баве израдом сувенира од бакра. Бакарно посуђе употребљавало се у различите сврхе, а њиме су се користили у домаћинствима и свим градским занатима (посластичари, бојаџије, свећари и тд)

### Сувенири
Највише се данас продају сувенири за кућну употребу: ибрици, џезве, табле. Врло су популарни и меци као и топовске чауре од којих се праве вазе за цвеће.

## Суседне улице
- Лулеџина
- Опркањ

## Казанџилук улицом
- Казанџилук
- Казанџилук
- Казанџилук
- Казанџилук
- Казанџилук